# Darron Gibson
Darron Thomas Daniel Gibson (* 25. Oktober 1987 in Derry) ist ein ehemaliger irischer Fußballspieler, der vorwiegend im Mittelfeld spielte. Der im nordirischen Derry geborene Gibson war der Grund für einen Streit zwischen der Football Association of Ireland und der Irish Football Association, nachdem er sich entschieden hatte für Irland und nicht für seine Heimat Nordirland zu spielen. Der Fall ging so weit, dass die FIFA darüber entscheiden musste.

## Karriere

### Vereine
Von seinem Jugendverein Institute FC wechselte Gibson 2004 in die Jugend von Manchester United. Am 26. Oktober 2005 debütierte er dort in der Profimannschaft, als er im League Cup gegen Barnet für Lee Martin eingewechselt wurde. Während der Saison 2005/06 spielte Gibson regelmäßig für das Reserveteam von Manchester United. Im Mai 2006 wurde Gibson mannschaftsintern mit dem Jimmy Murphy Award als bester Jugendspieler der Saison ausgezeichnet. Daraufhin durfte er in einigen Testspielen der ersten Mannschaft spielen. 2006/07 verbrachte er die Saison nicht bei Manchester United, sondern mit seinen Teamkollegen Dong Fangzhuo, Jonny Evans, Fraizer Campbell und Danny Simpson beim Royal Antwerpen, an den er ein Jahr ausgeliehen wurde. Erneut ausgeliehen wurde er für die Saison 2007/08, diesmal an die Wolverhampton Wanderers.
Am 15. November 2008 debütierte Gibson für United in der Premier League. Nach seiner dortigen Einwechslung gegen Stoke City feierte er zehn Tage später auch in der Champions League gegen den FC Villarreal seinen Einstand, als Darren Fletcher für ihn ausgetauscht wurde. Im Dezember 2008 war er Teil des Kaders, der in Japan die Klub-Weltmeisterschaft gewann – obwohl er dort nicht zum Einsatz kam, erhielt er eine Siegermedaille. Am 1. März 2009 agierte er an der Seite von Paul Scholes im zentralen Mittelfeld der United-Mannschaft, die im Wembley-Stadion gegen Tottenham Hotspur den Ligapokal errang. Hier hatte Gibson in den zunächst torlosen ersten 90 Minuten auf dem Platz gestanden, bevor Ryan Giggs für ihn eingewechselt wurde. Nach diesem Entwicklungsschub in der Saison 2008/09 stattete Manchester United ihn mit einem neuen Dreijahresvertrag aus.
Im Januar 2012 wechselte der in der Liga nur selten zum Einsatz gekommene Gibson zum FC Everton. Nachdem er bei Everton in den ersten beiden Spielzeiten noch auf zusammen 34 Ligaeinsätze gekommen war, waren es in den drei folgenden nur noch insgesamt 17 Ligaspiele.
Ende Januar 2017 wurde Gibson, ebenso wie sein Evertoner Mannschaftskamerad Bryan Oviedo, von seinem früheren Everton-Trainer David Moyes zum abstiegsgefährdeten Ligakonkurrenten AFC Sunderland geholt. Gibson kam im restlichen Saisonverlauf noch zu 12 Einsätzen, der Klub stieg aber als Tabellenletzter in die Football League Championship ab. Dort bestritt Gibson in den folgenden Monaten weitere 15 Ligapartien, bevor er seit dem Jahreswechsel verletzungsbedingt ausfiel. Mitte März 2018 wurde Gibson zunächst suspendiert, nachdem er in betrunkenem Zustand Auto gefahren war und dabei in der Nähe des Trainingsgeländes mehrere Fahrzeuge beschädigt hatte. Ende März 2018 einigten sich Spieler und Verein in gegenseitigem Einvernehmen auf eine Vertragsaufhebung.
Im Sommer 2018 verpflichtete ihn der Zweitligist Wigan Athletic, für den er bis zum Saisonende 18-mal zum Einsatz kam. Nach vorübergehender Vereinslosigkeit spielte er ab Anfang 2020 noch bis Sommer 2021 beim Viertligisten Salford City, ehe er seine Profikarriere beendete.

### Nationalmannschaft
International war Gibson für die irische Fußballnationalmannschaft aktiv, nachdem er zuvor bereits die U-17, U-19 und U-21 durchlaufen hatte. Vor seinem 16. Lebensjahr hatte Gibson für diverse Jugendauswahlen der nordirischen Nationalmannschaft gespielt. Sein Länderspieldebüt gab er am 22. August 2007, als er zur zweiten Halbzeit beim 4:0 im Freundschaftsspiel gegen Dänemark eingewechselt wurde. Sein bisher einziges Länderspieltor erzielte er am 8. Februar 2011 zur 1:0-Führung beim 3:0 im Carling Nations Cup 2011 gegen Wales. Er wurde auch für die EM 2012 nominiert, kam dort aber nicht zum Einsatz. Obwohl er letztmals am 14. November 2014 in einem Länderspieleingesetzt wurde, wurde er am 12. Mai 2016 von Nationaltrainer Martin O’Neill in das vorläufige 35 Spieler umfassende Aufgebot für die EM 2016 berufen. Er wurde danach noch in zwei Testspielen vor der endgültigen Kadernominierung eingesetzt, aber letztlich nicht für die EM-Endrunde berücksichtigt.

## Titel und Erfolge
- Englischer Meister: 2009, 2011
- Englischer Ligapokalsieger: 2009, 2010
- Klub-Weltmeister: 2008 (ohne Einsatz)